# Jimmy Olsen
James Bartholomew "Jimmy" Olsen is een personage uit de Superman-strips van DC Comics. Hij is in zowel de strips als veel andere Superman media een belangrijke medestander van Superman.
Jimmy werd bedacht door Jerry Siegel en Joe Shuster. Een man die sterk op hem leek verscheen in een cameorol in Action Comics #6, maar het personage zoals striplezers hem vandaag de dag kennen verscheen voor het eerst in Superman v1 #13 (1941). Daarvoor werd hij al een keer genoemd in de Superman hoorspellen uit 1940.

## Karakterprofiel
Jimmy heeft rood haar en draagt vrijwel altijd een vlinderdas. Hij is een jonge man die als journalist en fotograaf werkt voor de krant “Daily Planet”, samen met Lois Lane en Clark Kent. Jimmy ziet deze twee collega’s als zijn rolmodellen.
In de meeste versies heeft Jimmy een sterke vriendschap met Superman. Als Supermans vriend heeft Jimmy speciale toegang tot hem via een horloge dat een signaal uitzendt dat alleen Superman kan horen.
In veel verhalen uit het Silver Age tijdperk deelde Jimmy avonturen met Superman, die hem geregeld moest redden uit benarde situaties. Jimmy kreeg zelfs tijdelijk zijn eigen stripserie getiteld Superman's Pal Jimmy Olsen (gepubliceerd van 1954 tot 1974), waarin Jimmy een aantal slapstick avonturen en vreemde transformaties onderging.
Jimmy is een van de weinige personages in de strips die vrijwel onveranderd is gebleven ondanks dat DC Comics een paar keer de continuïteit in zijn strips aanpaste en zijn personages daarbij andere achtergronden gaf. Wel werd zijn uiterlijk in de loop der jaren wat gemoderniseerd, en werd hij net als veel andere personages een stuk serieuzer in modernere strips.
In juni 2003 was Jimmy wederom de hoofdpersoon in een eigen serie getiteld “Superman: Metropolis”.

## Krachten, vaardigheden en apparatuur
Jimmy is voor het overgrote merendeel een normaal mens zonder superkrachten. Het enige bijzondere is zijn horloge waarmee hij Superman kan oproepen.
Gedurende de silver age werd Jimmy echter een aantal keer veranderd in een wezen met superkrachten, of onderging een andere vorm van transformatie. Dit duurde vaak slechts 1 verhaal. Deze transformaties zijn:
- Giant Turtle Boy: een van Jimmy’s meest frequente transformaties.[1]
- Elastic Lad – een transformatie waarbij Jimmy zichzelf zeer ver kon uitrekken zoals Plastic Man of Mr. Fantastic.[2]
- Flamebird- een naam die hij aannam toen hij en Superman de Kryptoniaanse stad Kandor bezochten. Superman nam toen de Nightwing identiteit aan.
- Speed Demon – een transformatie waarbij Jimmy tijdelijk bovenmenselijke snelheid kreeg.
- Radioactive – na te zijn blootgesteld aan radioactive straling, begon Jimmy zelf straling uit te zenden.
- Gorilla – toen Jimmy’s hersens per ongeluk werden verwisseld met een gorilla.[3]
- Monstrous beard growth – een transformatie waarbij Jimmy een enorme baardgroei kreeg.
- Alien-form – toen Jimmy door Aliens naar Jupiter werd gehaald.
- Wolf-Man – in 1960 veranderde Jimmy tijdelijk in een weerwolf.[4]
- Hippie - Jimmy liet zijn baard staan en voegde zich bij een groep Superman-hatende hippies.[5]
- Viking - Jimmy trok een vikingharnas aan en dacht ten onrechte dat hij 1000 jaar terug in de tijd was gestuurd.
- Vrouw - Jimmy ging geregeld undercover verkleed als een vrouw.[4]
- Doomsday – in All Star Superman dronk Jimmy een serum en veranderde tijdelijk in Supermans vijand Doomsday.
- Een Djinn
- Een man met zes armen.
- Een vuurspuwer.
- Een waterspuwer

## In andere media

### Film
- Jimmy Olsen deed mee in elke grote filmbewerking van Superman. De eerste acteur die het personage speelde was Tommy Bond in de filmseries met Kirk Alyn.
- In de vier Supermanfilms uit de jaren 80 werd Jimmy Olsen gespeeld door Marc McClure. McClure vertolkte de rol eveneens in de film Supergirl.
- In Bryan Singers film Superman Returns werd Jimmy Olsen gespeeld door Sam Huntington.
- Jimmy deed mee in Superman: Brainiac Attacks, waarin David Kaufman zijn stem deed.
- Jimmy deed mee in Superman: Doomsday, waarin Adam Wylie zijn stem deed.
- Een lego figuur gebaseerd op Jimmy Olsen kan gezien worden in Lego Justice League attack of the Legion of Doom.
- Jimmy Olsen werd vertolkt door Skyler Gisondo in Superman (2025) van James Gunn.

### Televisie
- In de televisieserie Adventures of Superman vertolkte Jack Larson de rol van Jimmy. Jack Larson speelde ook een oude versie van Jimmy in een aflevering van Lois & Clark: The New Adventures of Superman.
- Mark L. Taylor deed de stem van Jimmy in de Superman animatieserie uit 1988.
- In de televisieserie Lois & Clark: The New Adventures of Superman werd Jimmy Olsen gespeeld door Michael Landes in seizoen 1 en Justin Whalin in de rest van de serie.
- In Superman: The Animated Series werd Jimmy’s stem gedaan door David Kaufman. Deze versie van Jimmy had enkele cameo’s in Justice League Unlimited.
- In de serie Smallville werd een jongere versie van James Jimmy Olsen gespeeld door Aaron Ashmore in seizoen 6, 7 en 8 van de serie. Later bleek dat hij niet de Jimmy uit de strips was, maar dat dat zijn jongere broertje is, die als volwassene de naam van zijn oudere broer overnam.
- Jimmy verscheen in de opening van seizoen 5 van de serie The Batman, waarin Jack DeSena zijn stem deed.
- In de serie Supergirl (2015 - heden), wordt James Olsen gespeeld door Mehcad Brooks, een Afro-Amerikaans acteur. In de series heeft James ook een verschijning als superheld Guardian.[6]